# Benutius Dániel
Benutius Dániel (Brünn, 1653. július 21. – Bécs, 1699. augusztus 10.) jezsuita rendi szerzetes.

## Élete
1669. október 21-ben Leobenben lépett a rendbe. 1673–5-ben Grazban hallgatta a bölcseletet. Tanított Besztercebányán, Pozsonyban, Judenburgban és Leobenben. 1680-tól teológiát tanult Grazban, 1683-ban pappá szentelték. A harmadik probációt Leobenben végezte. Lelkipásztorként működöttt és házgondnok is volt néhány helyen. A rendtartomány magyar felé dolgozott 1685–6-ban Nagyszombatban, 1687-ben Trencsénben, 1690-ben Selmecbányán, 1695–6-ban megint Trencsénben, 1697-ben pedig Pozsonyban.

## Munkája
Felicia ser. ac. pot. principis Joseph I. apostolici Hung. regis auspicia. Viennae, 1688.